# 北條市
北條市（日语：〔〕／ Hōjō shi */?）是過去位於愛媛縣中予地方的城市，位于松山市以北，是個面向瀨戶內海的田園都市。已於2005年1月1日溫泉郡中島町一同被併入松山市。
位於高繩半島西側，轄區內多為丘陵地。

## 歷史
16世紀末曾經是河野水軍的根據地。

### 年表
- 1889年12月15日：實施町村制，廢除前的轄區在當時分屬：風早郡北條村、難波村、正岡村、立岩村、淺海村、河野村、粟井村。
- 1897年4月1日：風早郡、和氣郡、久米郡被併入溫泉郡。
- 1898年11月28日：北條村改制為北條町。
- 1951年4月1日：北條町、難波村、正岡村合併為新設置的北條町。
- 1955年3月31日：北條町、浅海村、立岩村、河野村、栗井村合併為新設置的北條町。
- 1958年11月1日：北條町改制為北條市。
- 2005年1月1日：北條市被併入松山市。

### 變遷表
| 1889年4月1日 | 1889年 - 1926年       | 1926年 - 1954年           | 1955年 - 1989年            | 1955年 - 1989年      | 1989年 - 現在           | 現在                    |
| ------------ | --------------------- | ------------------------- | -------------------------- | -------------------- | ----------------------- | ----------------------- |
| 北條村       | 1898年11月28日 北條町 | 1951年4月1日 合併為北條町 | 1955年3月31日 合併為北條町 | 1958年11月1日 北條市 | 2005年1月1日 併入松山市 | 2005年1月1日 併入松山市 |
| 難波村       |                       | 1951年4月1日 合併為北條町 | 1955年3月31日 合併為北條町 | 1958年11月1日 北條市 | 2005年1月1日 併入松山市 | 2005年1月1日 併入松山市 |
| 正岡村       |                       | 1951年4月1日 合併為北條町 | 1955年3月31日 合併為北條町 | 1958年11月1日 北條市 | 2005年1月1日 併入松山市 | 2005年1月1日 併入松山市 |
| 立岩村       |                       |                           | 1955年3月31日 合併為北條町 | 1958年11月1日 北條市 | 2005年1月1日 併入松山市 | 2005年1月1日 併入松山市 |
| 淺海村       |                       |                           | 1955年3月31日 合併為北條町 | 1958年11月1日 北條市 | 2005年1月1日 併入松山市 | 2005年1月1日 併入松山市 |
| 河野村       |                       |                           | 1955年3月31日 合併為北條町 | 1958年11月1日 北條市 | 2005年1月1日 併入松山市 | 2005年1月1日 併入松山市 |
| 粟井村       |                       |                           | 1955年3月31日 合併為北條町 | 1958年11月1日 北條市 | 2005年1月1日 併入松山市 | 2005年1月1日 併入松山市 |

## 行政

### 歷任市長
1. 得能久吉（1958年11月〜1959年4月、1任）
2. 德永好行（1959年4月〜1962年5月、1任）
3. 原田改三（1962年6月〜1973年12月、3任）
4. 川端杢一（1974年1月〜1978年10月、2任）
5. 秋山正親（1978年11月〜1984年9月、2任）
6. 原田改三（1984年11月〜1993年11月、2任、合計5任）
7. 菅朝照（1993年11月〜?）
8. 井手順二（?〜末任）

## 交通

### 鐵路
- 四國旅客鐵道
  - 予讚線：淺海車站 - 大浦車站 - 伊予北條車站 - 柳原車站 - 粟井車站 - 光洋台車站

## 教育
大學
- 聖卡特琳娜大學

高等學校
- 愛媛縣立北條高等學校